# Naoko Kawakami
Naoko Kawakami (født 16. november 1977) er en tidligere japansk fodboldspiller. Hun har tidligere spillet for Japans kvindefodboldlandshold.

## Japans fodboldlandshold
| Japans landshold | Japans landshold | Japans landshold |
| År               | Kmp              | Mål              |
| ---------------- | ---------------- | ---------------- |
| 2001             | 10               | 0                |
| 2002             | 10               | 0                |
| 2003             | 14               | 0                |
| 2004             | 10               | 0                |
| 2005             | 4                | 0                |
| Total            | 48               | 0                |